# Oost-Souburg

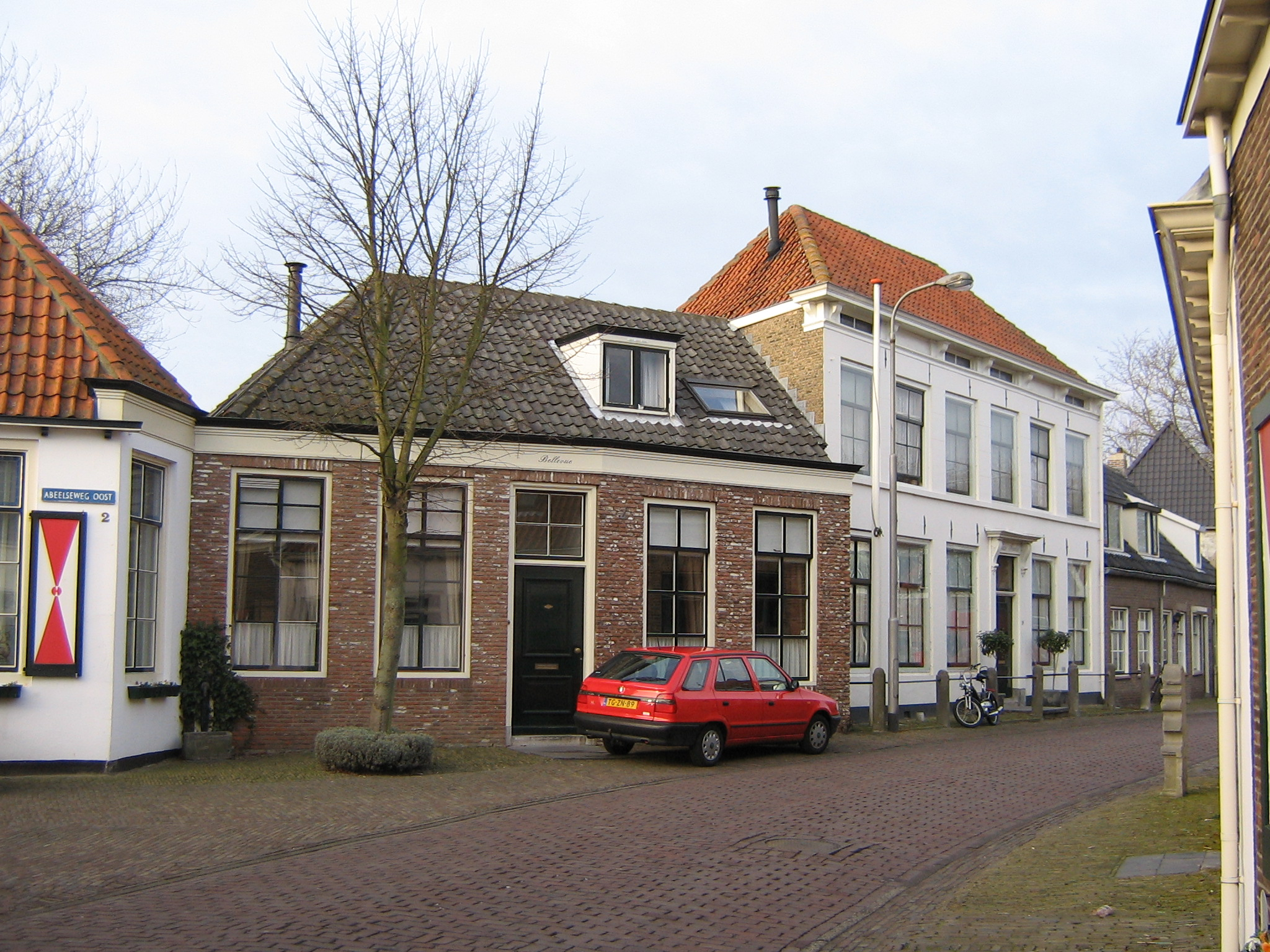
Strada di Oost-Souburg

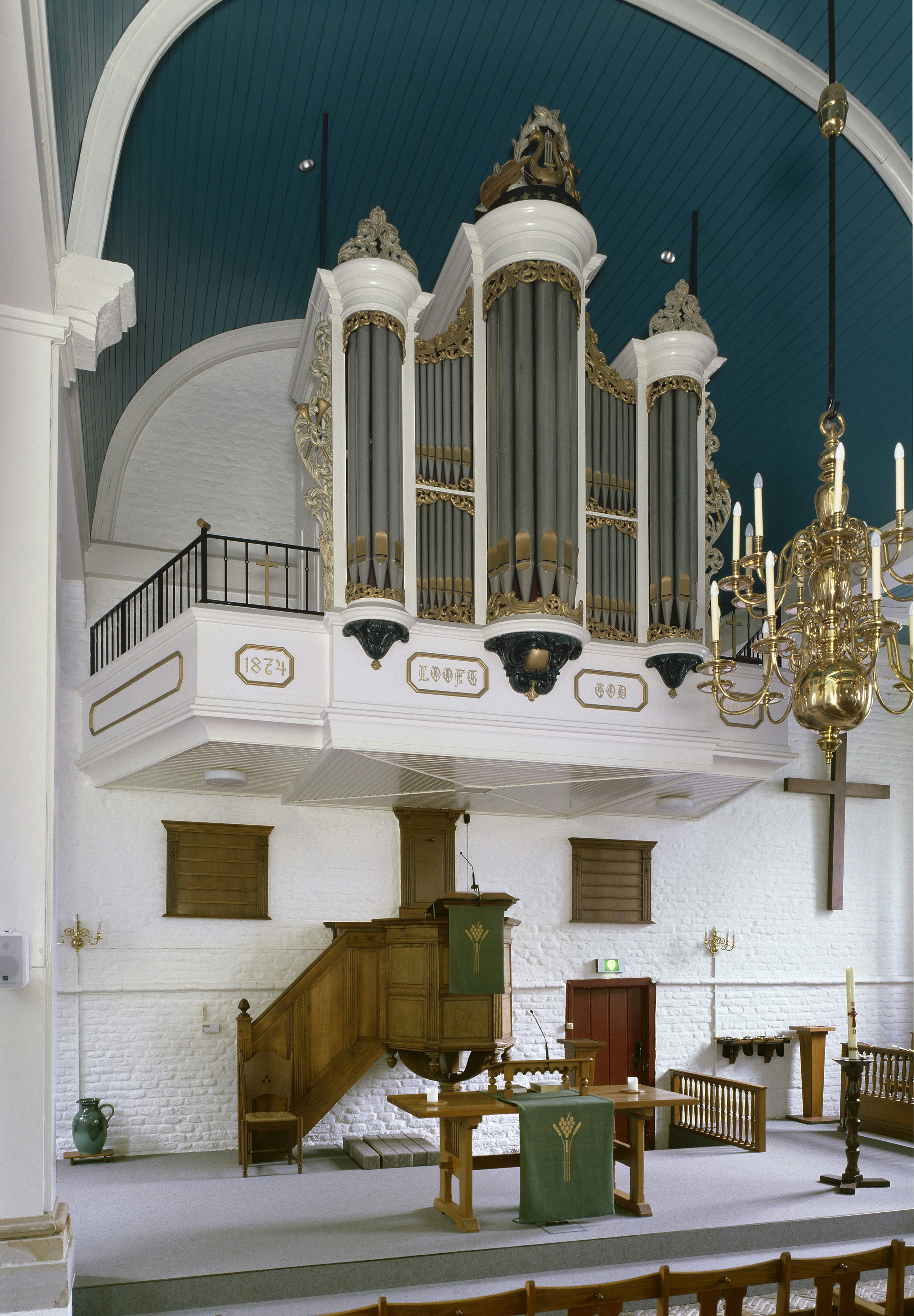
Oost-Souburg: interni della chiesa "Open Haven" con l'organo ottocentesco

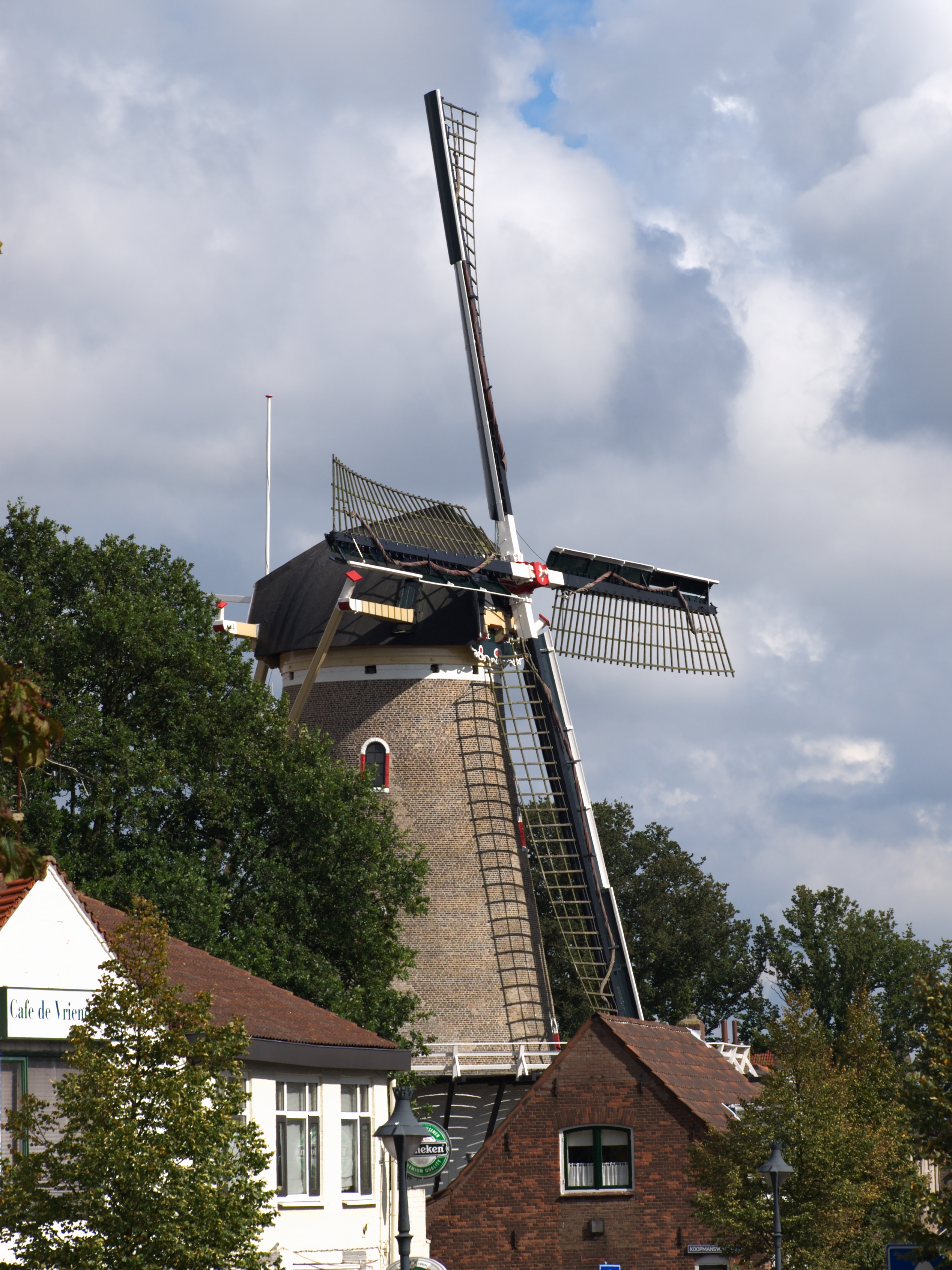
Oost-Souburg: il mulino "De Pere"

Oost-Souburg (Oôst-Soeburg in zelandese) è un villaggio (dorp) di circa 10 000 abitanti del sud-ovest dei Paesi Bassi, facente parte della provincia della Zelanda (Zeeland) e situato lungo il canale di Walcheren, nell'ex-isola di Walcheren. Dal punto di vista amministrativo, si tratta di un ex-comune, soppresso nel 1834, quando andò a formare assieme a West-Souburg la municipalità di Oost- en West Souburg, mentre dal 1966 fa parte della municipalità di Flessinga.

## Geografia fisica
Oost-Souburg si trova tra le località di Flessinga e Middelburg (rispettivamente a nord della prima e a sud della seconda), a pochi chilometri dalla costa che si affaccia sulla Schelda occidentale (Westerschelde). Il canale di Walcheren lo separa dal vicino villaggio di West-Souburg.
Il villaggio occupa un'area di 2,87 km², di cui 0,05 km² sono costituiti da acqua.

## Origini del nome
Il toponimo Oost-Souburg, attestato anticamente come Sutburch (1162), Sutburg, Oisterzouburch (1493), Oist Souburg (1560), OistSouburch (1573), Oist Soubburg, Oost Zouburgh (1665), OosterSoeburgh (1696), deriva dalla Sudburgh (letteralmente "fortezza meridionale"), una fortificazione eretta in loco nel Medioevo. Il termine oost (= "est", "orientale") distingue invece il villaggio dalla vicina località di West-Souburg.
Il villaggio venne un tempo talvolta chiamato anche Kommerskerke (anticamente: Kommerskerka e Commerskerke), formato dal termine kerk, "chiesa", e dall'antroponimo Kommer.

## Storia

### Dalle origini ai giorni nostri
Il villaggio sorse lungo una fortezza circolare chiamata Sudburgh, eretta tra l'875 e il 900 d.C. e in seguito demolita nel corso del X secolo.
Il villaggio di Oost-Souburg venne ricostruito nel corso del XIII secolo.

### Simboli
Nello stemma di Oost-Souburg è raffigurata l'antica fortezza medievale in giallo su sfondo nero.

## Monumenti e luoghi d'interesse
Oost-Souburg vanta 11 edifici classificati come rijksmonument.

### Architetture religiose

#### Open Havenkerk
Principale edificio religioso di Oost-Souburg è la Open Havenkerk o Hervormde Kerk, situata lungo la Oranjestaat e realizzata nel XV secolo, ma che presenta un campanile del XIV secolo.
Nel campanile si trova un orologio realizzato nel 1511 da Willem e Jasper Moer, mentre all'interno della chiesa si trova un organo realizzato nel 1874 da K.M. van Puffelen.

### Architetture civili

#### Mulino De Pere
Altro storico edificio di Oost-Souburg è il mulino "De Pere", situato lungo la Kanaalstraat e risalente al 1725.

#### Watertoren
Altro edificio d'interesse è la Watertoren, un edificio in stiel espressionista realizzato nel 1939 su progetto di J.H.J. Kording lungo la Vlissingsestraat.

## Società

### Evoluzione demografica
Al censimento del 2021, Oost-Souburg contava una popolazione pari a 10 145 unità.
La popolazione al di sotto dei 16 anni era pari a 1 620 unità, mentre la popolazione dai 65 anni in su era pari a 2 440 unità.
La località ha conosciuto un progressivo decremento demografico a partire dal 2018, quando Oost-Souburg contava 10 260 abitanti.

## Geografia antropica

### Suddivisioni amministrative
buurtschappen
- Groot-Abeele

## Sport
- Criterium di Oost-Souburg, corsa ciclistica[14]